# Ынтымак (Отуз-Адырский айылный аймак)
Ынтымак (кирг. Ынтымак) — село в Кара-Сууском районе Ошской области Кыргызстана. Входит в состав Отуз-Адырского айылного аймака.

## География
Село расположено в северо-западной части области, на берегу канала Отуз-Адыр, на расстоянии приблизительно 13 километров (по прямой) к юго-востоку от города Кара-Суу, административного центра района. Абсолютная высота — 1070 метров над уровнем моря.

## Население
Согласно оценочным данным Национального статистического комитета Кыргызской Республики, численность населения села на начало 2023 года составляла 1031 человек.
| год     | 2009 | 2014 | 2015 | 2020 | 2021 | 2023 |
| ------- | ---- | ---- | ---- | ---- | ---- | ---- |
| человек | 536  | 786  | 796  | 907  | 930  | 1031 |